# Pseudochalcura sculpturata
Pseudochalcura sculpturata är en stekelart som beskrevs av John M. Heraty 1985. Pseudochalcura sculpturata ingår i släktet Pseudochalcura och familjen Eucharitidae. Inga underarter finns listade i Catalogue of Life.